# Психоделики
Психоде́лики (от др.-греч. ψυχή — «душа», «сознание» и δῆλος — «ясный», «очевидный») — класс психоактивных веществ, изменяющих восприятие и влияющих на эмоциональное состояние и многие психические процессы. Психоделики могут вводить человека в изменённые состояния сознания. Как правило, не считаются опасными в плане возникновения зависимости или аддикции.
Психоделики используются в психоделической медицине и дают психоделический опыт, несколько похожий на медитативные или трансцендентные состояния сознания.

## Описание
В отличие от большинства других психоактивных веществ, например, опиатов или стимуляторов, приём психоделиков не гарантирует достижения заранее известного состояния психики. Психоделический опыт заключается в переживании изменённых или трансовых состояний сознания, причём содержание этого опыта может быть очень разнообразным.
С фармакологической точки зрения многие психоделики чаще всего являются агонистами серотониновых рецепторов типа 5-HT2A, относящимися к трём основным классам: триптаминам, лизергамидам и фенилэтиламинам. Однако психоделическими свойствами могут обладать вещества практически любой структуры, оказывающие воздействие на широкий спектр нервных рецепторов.
В большинстве стран употребление и распространение психоделиков преследуется по закону. Однако в последнее время проводятся исследования применимости психоделиков для избавления зависимости от табака и алкоголя и психологической помощи больным онкологическими заболеваниями.

## Происхождение термина
В конце XIX — начале XX века появляется термин «фантастикум», относящийся к мескалину, его экстрактам, смесям продуктов переработки сырья с содержанием мескалина. Позднее в «фантастикум» включают и другие наименования галлюциногенов и наркотических препаратов. В нынешнее время слово практически не употребляется.
Термин «психоделики» был предложен американским психиатром Хамфри Осмондом в письме к писателю Олдосу Хаксли в середине 1950-х годов. Оба учёных изучали воздействие ЛСД, мескалина и подобных веществ на сознание человека. В медицине для обозначения препаратов с подобным действием используются термины психодизлептик или галлюциноген (а также психотомиметик — «стимулирующий психоз»), однако, по мнению Осмонда и Хаксли, данное понятие носит предвзятый и отрицательный характер и «не отражает действительности», из-за чего, по их мнению, должно было быть заменено. Начиная с 1956 года слово «психоделик» используется в научном лексиконе.
Бум употребления психоделиков пришёлся на середину 1960-х годов и связан, прежде всего, с деятельностью Тимоти Лири — профессора психологии Гарвардского университета, ставшего своеобразным гуру ЛСД, а также американского писателя Кена Кизи.

## История
Психоделики имеют долгую историю традиционного использования в народной медицине и религиозных практиках. Их способность влиять на восприятие использовалась для физического и духовного исцеления. Психоделики использовались людьми в шаманских и религиозных ритуалах с доисторических времен. В настоящее время эндемичные психоактивные вещества используются в религиозных целях, например, индейцами Южной Америки. В этом контексте психоделики часто называют энтеогенами.
Первый интерес к психоделикам в западной науке возник в середине-конце XIX века с началом изучения мескалина. После Второй мировой войны психоделиками пробовали пользоваться как лекарствами, в том числе, при лечении депрессий.
Затем, начиная с 1960-х годов, широко распространилось употребление психоделиков в «рекреационных целях» как наркотиков, в том числе в культурах битников и хиппи (особенно ЛСД). ЦРУ проводило секретные эксперименты, в которых изучалось действие ЛСД на случайных, не подозревавших об этом людях (см. Проект «МК-Ультра»). Политический скандал, вызванный этими экспериментами, тенденции к масштабным социальным переменам (например, протесты против войны во Вьетнаме), возникшие в молодёжной среде того времени, а также немногочисленные случаи самоубийств и тяжёлых расстройств психики вследствие усугубления изначально имевшихся личностных проблем бесконтрольным приёмом психоделиков в неподходящей обстановке, вызвали испуг консервативно настроенного общества и правительства, приведший к запрету и криминализации ЛСД, а впоследствии и других психоделиков.
Существует психоделическая психотерапия, основанная на применении психоделиков.
В настоящее время в некоторых странах возобновляются работы по изучению действия психоделиков на сознание. Спонсированием, освещением и проведением современных исследований в области психоделиков и вопросами изменения политики относительно запрещённых психоделических веществ в медицине и психотерапии занимается, в частности, Мультидисциплинарная ассоциация психоделических исследований (Multidisciplinary Association for Psychedelic Studies, или MAPS) и Исследовательский институт Хеффтера (Heffter Research Institute).

## Вещества
К психоделикам относятся синтетические (например, вещества психоделической семьи фенетиламинов, такие как 25-NB, 2C-x, 2C-B и т.п., а также вещества класса психоделических амфетаминов, такие как DOx: ДОМ, ДОБ и т.д.), полусинтетические (например, LSD) и природные вещества (например, ибогаин, мескалин), ДМТ, псилоцибин и псилоцин (содержащиеся в некоторых видах грибов), LSA), а также некоторые растительные энтеогены, например Salvia divinorum, аяуаска (также аяваска от кечуа ayawaska) — традиционный шаманский чай, сваренный из различных растений, содержащий DMT / 5-MeO-DMT, гармин или аналогичные бета-карболины).
Такие диссоциативные вещества, как DXM, кетамин и PCP («ангельская пыль»), которые относятся к более обширному классу галлюциногенов, не следует относить к психоделикам. Тетрагидроканнабинол (активный компонент каннабиса) относится к так называемому классу «малых» психоделиков, способных вызвать психоделические переживания лишь в больших дозах и только в определенных случаях. Эмпатогены (MDMA, MDA) также обладают некоторыми психоделическими свойствами.

## Биохимия
На молекулярном уровне психоделики в основном являются экзогенными агонистами серотониновых рецепторов. Эксперименты на мышах показали, что внутриклеточное действие психоделиков связано с активацией Gi/0-белка и синтезом мРНК генов EGR-1 и EGR-2. Мишенью психоделиков является кора полушарий, и в особенности пятый слой нейронов.  Исследования также показывают, что психоделики, такие как псилоцин, влияют на сеть пассивного режима работы мозга (СПРРМ).

## Воздействие психоделиков на человека
Считается, что действие психоделиков заключается в выключении фильтров, отсеивающих сигналы, которые нормальное (привычное) состояние сознания считает ненужными. Эти сигналы могут исходить от различных функций мозга, включая чувства, эмоции, воспоминания, проявления бессознательного и подсознательного.
Классическими психоделиками считаются ЛСД и мескалин. Психоделики, хотя (юридически) и считаются наркотиками, не вызывают физической и, как правило, психической зависимости, однако могут быть чрезвычайно опасны при необдуманном, неосторожном использовании, ввиду способности необычайно усиливать как положительные, так и отрицательные эмоции, мысли, переживания, а также вызывать дезориентацию, дереализацию, деперсонализацию и другие психотические явления, особенно у неуравновешенных и психически нездоровых людей. Психоделический опыт определяется не только веществом, изменяющим сознание, а в большей мере «сетом и сеттингом» (установкой и обстановкой).
Некоторые возможные эффекты психоделических веществ:
- иллюзии;
- синестезия;
- чувство страха, депрессия, эйфория, умиротворение; возможные резкие переходы от одного состояния к другому;
- нарушение координации движений, восприятия схемы тела;
- слуховые и зрительные псевдогаллюцинации;
- яркие переживания события прошлого;
- временно́е и пространственное нарушение восприятия окружающего мира;
- иллюзорные сверхординарные способности (например, иллюзия телепатии)[19].

Некоторые исследователи[кто?] полагают, что эффекты психоделиков имеют природу, близкую к религиозному чувству, а изменение восприятия и сознания под воздействием психоделиков аналогично подобным изменениям, практикуемым в йоге (наиболее близко психоделический опыт и сопутствующая смерть эго похожи на странствия сознания после смерти физического тела, описанные в «Тибетской Книге мёртвых») и переживаемыми в ходе духовных практик (медитаций, созерцания и др.) в ряде недуальных восточных учений и традиций. Такие состояния носят различные названия: самадхи — в индуизме, дхьяна — в буддизме, сатори — в дзэн и т. п.
В исследовании 2011 года было показано, что даже однократное применение псилоцибина приводит к долговременным позитивным изменениям личностных качеств, таких как увеличение открытости, усиление эстетического восприятия, воображения, и творческих способностей, — в особенности, если участники эксперимента испытали мистические переживания.
Интересующиеся изменением сознания люди могут увлекаться такими практиками (а также движением нью-эйдж). Также трансперсональная психология (работы Станислава Грофа) утверждает, что под воздействием психоделиков можно испытать повторное переживание собственного рождения, что является мостом между обычным и трансперсональным состояниями сознания.